# Agrodiaetus crassipuncta
Agrodiaetus crassipuncta är en fjärilsart som beskrevs av Hermann Stauder 1921. Agrodiaetus crassipuncta ingår i släktet Agrodiaetus och familjen juvelvingar. Inga underarter finns listade i Catalogue of Life.